# Bahnelement

Bahnelemente der elliptischen Umlaufbahn eines Himmelskörpers um einen Zentralkörper (Sonne/Erde)
Sechs Bahnelemente
a: Länge der großen Halbachse
e: numerische Exzentrizität
i: Bahnneigung, Inklination
Ω: Länge/Rektaszension des aufsteigenden Knotens
ω: Argument der Periapsis, Periapsisabstand
t: Zeitpunkt der Periapsispassage, Periapsiszeit, Epoche des Periapsisdurchgangs
Weitere Bezeichnungen
M: Ellipsenzentrum.
B: Brennpunkt, Zentralkörper, Sonne/Erde.
P: Periapsis.
A: Apoapsis.
AP: Apsidenlinie.
HK: Himmelskörper, Planet/Satellit.
☋: absteigender Knoten.
☊: aufsteigender Knoten.
☋☊: Knotenlinie.
♈: Frühlingspunkt.
ν: wahre Anomalie.
r: Abstand des Himmelskörpers HK vom Zentralkörper B

Als Bahnelemente werden die Parameter bezeichnet, die die Bahn und die Bewegung eines astronomischen Objekts beschreiben, das den Keplerschen Gesetzen im Schwerefeld eines Himmelskörpers gehorcht (Zweikörperproblem).
Sind keine Bahnstörungen zu berücksichtigen, so genügen zur vollständigen Beschreibung sechs Bahnelemente. Zwei Bahnelemente beschreiben die Gestalt der Bahn, drei Elemente beschreiben die Lage der Bahn im Raum und ein Element ist der Zeitpunkt, an dem der Himmelskörper einen bestimmten Punkt auf der Bahn passiert. Die häufigste mit Elementen beschriebene Bahn ist die Ellipse.
Satellitenbahnelemente enthalten außer den 6 Elementen einer ungestörten Bewegung auf einer Keplerellipse üblicherweise weitere Parameter, mit denen Bahnstörungen berücksichtigt werden.

## Die Bahnelemente bei elliptischer Bahn
Zentralkörperspezifische Angaben sind, wie in der Abbildung oben, in der Reihenfolge Sonne/Erde durch Schrägstrich markiert.

### Gestaltelemente
Die Beschreibung der Gestalt der Bahnkurve erfordert zwei Werte, die die Form und die Größe festlegen:
- Die numerische Exzentrizität {\displaystyle \textstyle e}.
- Die große Halbachse {\displaystyle \textstyle a}.

Daraus abgeleitet werden:
- Der Halbparameter {\displaystyle \textstyle p}. Mit ihm ergibt sich die Parameterdarstellung der Keplerbahn: {\displaystyle \textstyle r(\varphi )=r(p,e)}.
- Die Periapsisdistanz {\displaystyle \textstyle r_{\text{min}}}: Entfernung des Hauptscheitels zum Brennpunkt.
- Der Exzentrizitätswinkel {\displaystyle \textstyle \Phi =\arcsin e}

### Lageelemente
Die Lage im Raum relativ zu einem Referenzsystem wird durch drei Parameter bestimmt:
- die Inklination {\displaystyle \textstyle i}: Das ist der Winkel zwischen der Bahnebene und der Referenzebene.
- den Winkel des aufsteigenden Knotens (Länge/Rektaszension des Knotens) {\displaystyle \textstyle \Omega }: Der in der Referenzebene gemessene Winkel zwischen der Referenzebenen-Bezugsrichtung und dem aufsteigenden Knoten (an der Schnittlinie Referenzebene-Bahnebene).

Diese beiden Winkel bestimmen die Orientierung der Bahnebene.
- das Argument der Periapsis {\displaystyle \textstyle \omega }: Der in der Bahnebene gemessene Winkel zwischen dem aufsteigenden Knoten und der Periapsis (zentrumsnächster Punkt der Bahn auf der großen Halbachse).

Dieser Winkel bestimmt die Orientierung der Bahn in ihrer Ebene.

### Zeitbezug
Der Zeitbezug legt den Zeitnullpunkt fest:
- Epoche {\displaystyle \textstyle t} (Zeitpunkt) des Periapsisdurchgangs des Körpers.

Abgeleitete Größen
- Mittlere Bewegung {\displaystyle \textstyle n}: mittlere Winkelgeschwindigkeit der mittleren Anomalie {\displaystyle \textstyle M}

### Die Umlaufzeit als siebentes Bahnelement
Streng genommen gehört die Umlaufzeit {\displaystyle \textstyle P} als siebentes Bahnelement zu den zur allgemeinen Beschreibung des Zweikörperproblems notwendigen unabhängigen Größen. Sie wird oft nicht angegeben, da sie und die große Halbachse über das Gravitationsgesetz miteinander verknüpft sind, und die Masse des betrachteten Körpers gegenüber der des Zentralkörpers vernachlässigbar ist. Wenn die Masse des kleineren Körpers ebenfalls im Gravitationsgesetz beachtet werden muss, ist sie indirekt das siebente Bahnelement.

### Die Angabe von Bahnelementen
Das 6-Tupel {\displaystyle \textstyle {\begin{pmatrix}p,&e,&i,&\Omega ,&\omega ,&t\end{pmatrix}}} bezeichnet man als klassische Bahnelemente.
Daneben gibt es auch andere Möglichkeiten, die dem jeweiligen Fall angepasst sind:
- {\displaystyle \textstyle {\begin{pmatrix}a,&e,&i,&\Omega ,&\omega ,&t\end{pmatrix}}} ist besonders für Kometen und die Planeten des Sonnensystems geeignet.
- {\displaystyle \textstyle {\begin{pmatrix}a,&e,&i,&\Omega ,&\omega ,&M\end{pmatrix}}} für den Pluto und die Kleinplaneten, wie sie der Astronomical Almanac verwendet[3].
- {\displaystyle \textstyle {\begin{pmatrix}a,&e,&i,&\Omega ,&\Pi ,&L\end{pmatrix}}} gibt etwa die Planetentheorie VSOP 82 auf indirektem Wege.
- {\displaystyle \textstyle {\begin{pmatrix}n,&e,&i,&\Omega ,&\omega ,&M\end{pmatrix}}} das System des NASA/NORAD Two Line Elements Format für künstliche Erdsatelliten

## Übersicht
| Bahnelement              | Bahnelement       | Bahnelement                | Bahnelement   | Verwendbarkeit | Verwendbarkeit     |
| Bahnelement              | Bezug             | Symbol                     | Dimension     | Ellipse        | Parabel / Hyperbel |
| ------------------------ | ----------------- | -------------------------- | ------------- | -------------- | ------------------ |
| Numerische Exzentrizität | Form              | e, ε                       | 1             | Ja             | Ja                 |
| Exzentrizitätswinkel     | Form              | Φ                          | 1             | Ja             | Nein               |
| Halbparameter            | Größe             | p                          | Länge         | Ja             | Ja                 |
| Periapsisdistanz         | Größe             | rmin                       | Länge         | Ja             | Ja                 |
| Große Halbachse          | Größe             | a, α                       | Länge         | Ja             | Nein               |
| Inklination, Bahnneigung | Lage              | i                          | Winkel        | Ja             | Ja                 |
| Winkel des Knotens       | Lage              | Ω                          | Winkel        | Ja             | teilweise 1        |
| Argument der Periapsis   | Lage              | ω                          | Winkel        | Ja             | Ja                 |
| Mittlere Bewegung        | Zeitverhalten     | μ, n, V                    | 1 / Zeit      | Ja             | Ja                 |
| Winkelgeschwindigkeit 2  | Zeit-Ortverhalten |                            | Winkel / Zeit | Ja             | Ja                 |
| Mittlere Anomalie 2      | Bahnort           | M                          | Winkel        | Ja             | Nein               |
| Mittlere Länge 2         | Bahnort           | λ, L                       | Winkel        | Ja             | Nein               |
| Radiusvektor 2           | Bahnort           | {\displaystyle {\vec {R}}} | Länge         | Ja             | Ja                 |
| Umlaufperiode            | Zeitbezug         | P                          | Zeit          | Ja             | Nein               |
| Periapsiszeit            | Zeitbezug         | t                          | Zeit          | Ja             | Ja                 |